# مؤشر البساطة العالمي
مؤشر البساطة العالمية لعام 2011 هو أول دراسة لحساب تكلفة التعقيد في أكبر المنظمات في العالم. وقد أجري البحث بالاشتراك مع إدارة الاستشارات والبساطة وارويك للأعمال. بحسب مؤشر البساطة العالمي فإن أكبر الشركات في العالم تفقد بمعدل 10.2% من الأرباح نتيجة تعقيدات لا لزوم لها.
مؤشر البساطة العالمي أرجع إلى أن هذا التعقيد يحدث في خمسة مجالات رئيسية من المؤسسة: الأفراد والعمليات والشكل التنظيمي والاستراتيجية والمنتجات والخدمات.